# Iglesia visitacionista (Varsovia)

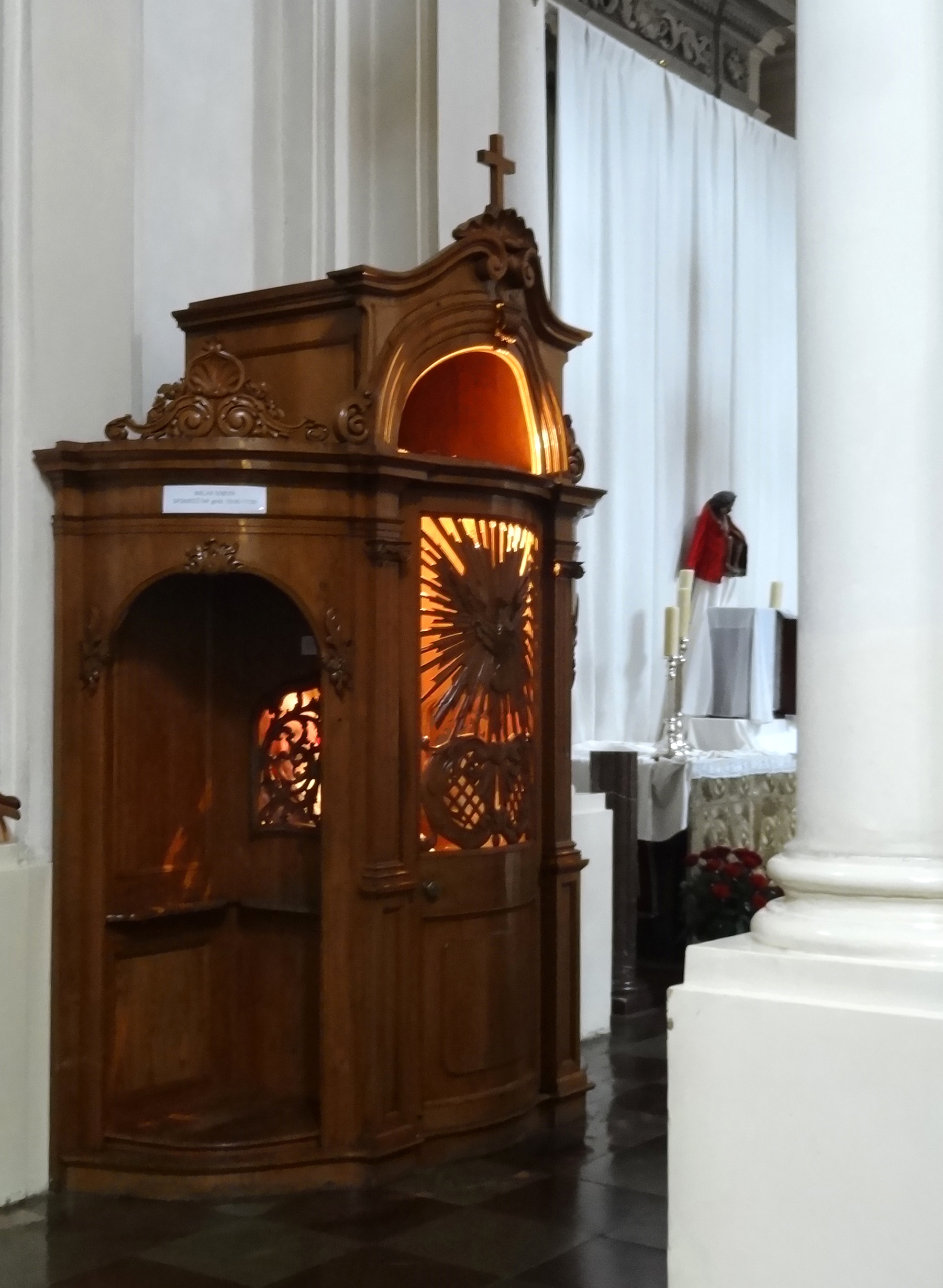
Un confesionario de madera el Sábado Santo con la luz encendida, lo que indica que el sacerdote está adentro listo para escuchar confesiones

La iglesia de las Visitacionistas, (Kościół Opieki św. Józefa w Warszawie, o Kościół Wizytek, en polaco), también denominada iglesia de las Hermanas de la Visitación de San José de Varsovia, es una iglesia y convento de la Orden de la Visitación, de estilo barroco, situada en Varsovia, Polonia. 
La fundación del templo se vincula al establecimiento de las monjas visitacionistas en Polonia en el siglo XVII, durante el reinado de Juan II Casimiro Vasa, y, en concreto, a su esposa María Luisa de Gonzaga. Tras el arrasamiento por incendio de una primera iglesia de madera por los suecos, en 1664 se empezó a edificar un nuevo templo; otro fuego en 1695, forzó a restaurar la iglesia, y en 1728, Elżbieta Sieniawska, prominente aristócrata encargó al arquitecto Karol Antoni Bay edificarla de nuevo. La obra concluyó en 1761. Las esculturas que ornamentan su fachada son obra de Jan Jerzy Plerch, como lo es el púlpito en forma de barco. Durante el alzamiento de Varsovia, la iglesia salió prácticamente indemne, muy al contrario de casi la totalidad de la ciudad. Su interior muestra notables características relacionadas ya con el rococó. Destaca el órgano, que fue escenario de los conciertos e improvisaciones del célebre músico Chopin.